# Joel Mogorosi
Joel Mogorosi (Gaborone, 2 de agosto de 1984), é um atacante do futebol botsuano. Atualmente joga pelo Bloemfontein Celtic.

## Carreira internacional
Mogorosi fez oficialmente sua estreia internacional pelo Botswana em 31 de maio de 2008 contra o Madagascar em uma partida de qualificação para a Copa do Mundo da FIFA, a partida terminou com um empate sem gols.[carece de fontes?]

### Objetivos internacionais
Placares e resultados listam primeiro a contagem de gols do Botswana.